# 重力波の初検出
重力波の初検出（じゅうりょくはのはつけんしゅつ）は、2015年9月14日に行われ、アメリカの重力波望遠鏡LIGOとヨーロッパの重力波望遠鏡Virgoの研究チームによって2016年2月11日に発表された。
それまで重力波の存在は、連星系を成すパルサーが出すパルスの周期変動から間接的に示されているだけであった。LIGOで検出された重力波の波形 は、36太陽質量と29太陽質量の連星ブラックホールが互いを周回し、合体し、ひとつのブラックホールが作られた時に現れる重力波の波形（一般相対性理論による予言）とよく一致していた 。この重力波発生イベントは、GW150914 (重力波 Gravitational Waveの頭文字と、観測された日付2015年09月14日) と名付けられた。これは、連星ブラックホールが合体する様子が初めてとらえられたものであり、恒星質量ブラックホールの連星が存在すること、それが現在の宇宙年齢の間に合体しうることを示すものであった。
重力波の初検出は、特筆すべき成果として世界中で報道された。重力波の直接的な存在証明は50年以上にわたって研究者が目指してきたことであり、またアルベルト・アインシュタイン自身も重力波の検出可能性には疑いの目を持っていたこと などがその理由である。ブラックホール合体によって生み出された重力波は、時空のさざ波として地球に到達した。これによって、LIGOの長さ4キロメートルの腕は、陽子の大きさの1/1000だけ伸縮した。これは、太陽にもっとも近い恒星であるプロキシマ・ケンタウリまでの距離が髪の毛1本の太さ分伸縮したことに相当する。
ふたつのブラックホールが合体することによって生じたエネルギーは膨大なものであり、重力波として3.0+0.5
−0.5 c2 太陽質量 (5.3+0.9
−0.8×1047 ジュール or 5300+900
−800 フォエ) が放出された。しかもそれは合体過程の最後の数ミリ秒間にピークとなり、3.6+0.5
−0.4×1049 ワットであった。これは、観測可能な宇宙にあるすべての星が放つ光のエネルギーの総計よりも大きなものであった。
一般相対性理論によって予言されながらも最後まで未検出であった重力波だが、GW150914によって、大規模な天文現象が生み出す時空のゆがみが実際に存在することが観測で確かめられた。また、GW150914の検出は重力波天文学の幕開けを告げるものでもあり、それまで電磁波では観測不可能であった劇的な現象の観測を可能にし、さらにビッグバン直後の宇宙の直接探査に道を開くものであった。このあと、2015年後半に2件の重力波の検出があったことが2016年6月15日に公表された。さらに2017年には8件の重力波検出があり、その中には初めて電磁波でも観測された連星中性子星の合体現象 GW170817も含まれている。

## 重力波
アルベルト・アインシュタインは、自らが構築した一般相対性理論 をもとに、1916年に重力波の存在を予言した。一般相対性理論では、物質が質量を持つことで引き起こされる時空のゆがみによって重力が生じると考える。このため、アインシュタインは時空のゆがみが宇宙の中をさざ波のように広がっていくと考えた。しかし、その波は極めて微弱であるから、アインシュタインはこれを実際に検出できる日は来ないだろうと予想していた。また、軌道運動する物体は周囲に重力波を放射し、エネルギー保存則に従って徐々にエネルギーを失っていくことも予言された。この場合も、非常に特殊なケースを除いて、失われるエネルギーは極めて微々たるものであるとされた。
宇宙で起きる様々な現象の中で最も強い重力波が放出されるのは、非常にコンパクトで高密度な天体、例えば中性子星やブラックホールが合体する最後の瞬間である。連星を成す中性子星やブラックホールは、数百万年以上の長い時間をかけて重力波を放ちながら徐々にエネルギーを失っていき、やがて衝突する。合体の直前に、ふたつの天体の移動速度は極限まで大きくなり、合体の瞬間に相当量の質量が重力エネルギーに変換され、そして重力波となって宇宙に放たれる。しかし、このような過程を経るコンパクト天体の連星系が宇宙にどれほど存在し、その衝突にかかる時間がどれほど長いものであるのかはほとんど解明されていなかったため、重力波の発生頻度についても確かな予測はなかった。

### 観測
重力波は、重力波が引き起こす天体現象を観測することによって間接的に、またLIGOのような重力波望遠鏡によって直接観測される。

#### 間接的な観測
重力波の証拠が初めて得られたのは、1974年、連星中性子星系PSR B1913+16の運動の観測を通してであった。連星を成すふたつの中性子星のうち、一つは極めて規則正しい電波パルスを出す天体「パルサー」であった。この系を発見したラッセル・ハルスとジョセフ・テイラーは、時間とともにパルスの周期が短くなっていること、すなわちふたつの中性子星の軌道が徐々に小さくなっていることを見出した。そのエネルギー変化は、重力波を放出していると仮定したときに失われるエネルギーと非常によく一致していた。この発見によって、ハルスとテイラーは1993年のノーベル物理学賞を与えられた。PSR B1913+16や他の連星系(例えば連星パルサー PSR J0737-3039) がさらに詳しく観測され、高い精度で一般相対性理論との一致が認められた。

#### 直接観測

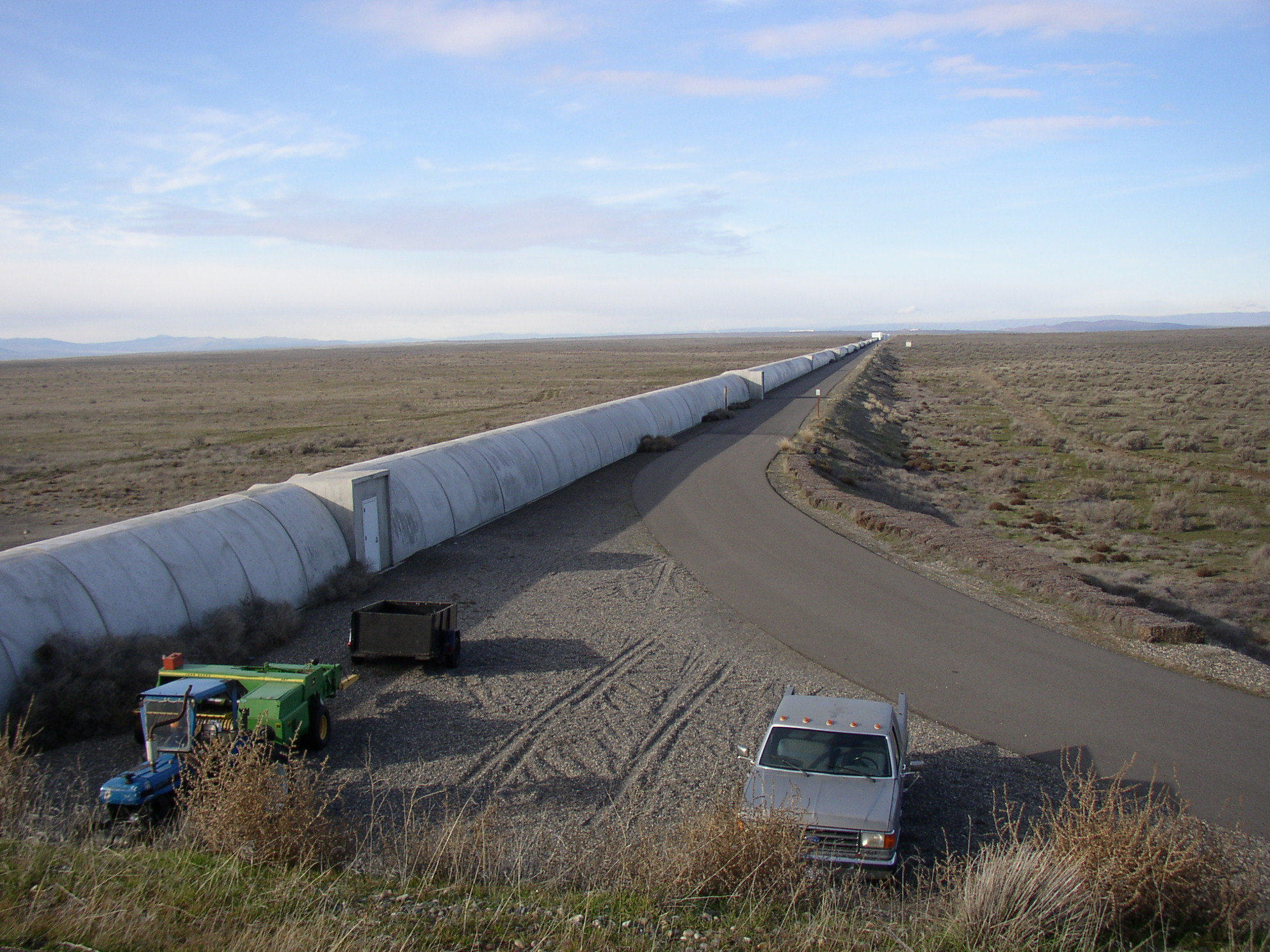
LIGOハンフォード観測所の北アーム。

重力波の直接検出には、地球上にあまねく存在する微小振動と重力波による変位を見分けられる極めて高精度な装置が必要であり、その実現には何十年もの時間を要した。干渉計と呼ばれる技術が1960年代に提唱され、この技術を発展させることが実際の検出に結びついた。
LIGOなど現在の重力波望遠鏡では、レーザー光をふたつに分割し、異なる道筋を通らせたのちに再び一つに合わせることによって重力波を検出する。重力波が検出器に到達すると、光路長がわずかに変化する(あるいは、光が到達するのにかかる時間がわずかに変化する)ため、うなりが生じる。うなりを検出する仕組みは、微小な距離の変化に極めて敏感である。理論的には、長さおよそ4キロメートルの腕を持つ重力波干渉計であれば、陽子の直径にも満たないごくわずかな時空の変動を検出することができるとされる。ノイズとの混同を避けるため、同様の規模のほかの重力波望遠鏡、例えばVirgo干渉計やGEO 600、KAGRA、INDIGOなどと協調して観測を行い、2か所以上で検出されることが理想である。LIGOは1992年に設立され、2010年から2015年にかけてのアップグレードにより性能は当初よりおよそ10倍向上した(Advanced LIGO)。
LIGOでは、およそ3000キロメートル離れたふたつの観測所、ルイジアナ州リビングストン郡リビングストンのLIGOリビングストン観測所(北緯30度33分46.42秒 西経90度46分27.27秒 / 北緯30.5628944度 西経90.7742417度)と、ワシントン州ベントン郡リッチランドのLIGOハンフォード観測所 (北緯46度27分18.52秒 西経119度24分27.56秒 / 北緯46.4551444度 西経119.4076556度)を同期して観測を行っている。ふたつの観測所の信号は常に比較されており、同時に発生した有意な信号はすぐに同定され、重力波起源であるのか何らかのノイズであるかの判定がなされる。
2002年から2010年までのLIGOの観測では、重力波の検出を示す有意な信号は一度も得られなかった。その後LIGOは複数年にわたって観測を停止し、感度を向上させたAdvanced LIGOとなるべくアップグレードされた。2015年2月、アップグレード作業を終えたふたつの観測所は、試験観測を開始し、本観測に向けた機能の確認作業を行った のちに、2015年9月18日に正式な科学観測を開始する予定であった。
LIGOの建設と初期の観測期間中には、人為的な（偽物の）重力波信号が秘密裏に複数回入力され、研究者による信号検出可能性を試験した。試験の有効性を高めるために、人為的信号が入力されたタイミングを知っていたのはわずか4名の研究者だけであり、すべての検証作業が終わったのちに初めて人為的信号であることが明らかにされた。2015年9月14日、試験観測期間中であったLIGOは、重力波の可能性がある信号を検出した。この信号は人為的信号ではなく、GW150914と名付けられた。

## GW150914

### 検出
GW150914は、2015年9月14日世界時09:50:45に、LIGOのハンフォード、リビングストン両観測所によって検出された。このときLIGOはエンジニアリングモード、つまり検出器は稼働しているものの正式な科学観測には入っておらず(3日後の9月18日に開始が予定されていた)、当初はこの検出が実際の信号を捉えたものなのか、シミュレーションデータを人為的に挿入したものなのかを区別することは難しかった。のちに人為的信号の挿入が行われていないことが明らかになり、実際の検出に成功したことが確かとなった。
信号は0.2秒間にわたって記録されており、8周期の間に周波数は35ヘルツから250ヘルツへと増加し、同時に振幅も増加した。この周波数は人間の可聴域にあり、鳥のさえずりのようでもあった。この信号検出の発表後、ソーシャルメディア上でこのさえずりを模倣する天体物理学者や他の分野の研究者が現れた。(周波数が増加するのは、合体の瞬間に向けてふたつの天体の軌道運動がどんどん速くなることによるものである。)
信号の入感から3分以内に、重力波検出の可能性を知らせるアラートが出された。これは、検出を検証するためのデータ解析を研究者に促すためである。 世界時09:54に発せられた自動アラートに続いて、人為的信号の挿入がなされていないことを確認する内部電子メールが回覧された。このあと、LIGO研究チームのメンバーたちは、これが実際の重力波検出である可能性が高いことを悟り、重力波が示す物理パラメータの導出を行った。
信号をより統計的に詳細に解析し、また2015年9月12日から10月20日までのデータと比較することで、GW150914が確かに重力波を検出したものであること、その有意性は少なくとも5.1シグマ(有意レベル 99.99994%)であることが明らかになった。LIGOリビングストン観測所では、ハンフォード観測所よりも7ミリ秒早く信号を検出していたことも明らかになった。重力波は光速で伝搬するが、この時間差はふたつの場所における光の到達時間差と一致することも確かめられた。重力波は、光の速度で10億年以上も旅し続けてきたことになる。
この重力波が地球に到達したとき、イタリア、ピサにあるVirgo干渉計はアップグレード作業の途中で、観測を行っていなかった。もし観測中であったならばVirgo干渉計でも十分に検出されていたし、その場合には発生源の位置決定精度は大幅に上昇していたはずである。ドイツハノーファー近郊にある GEO600の感度は検出には十分でなかった し、日本のKAGRAも建設中であった。このため、GW150914の重力波信号を検出できる検出器は、LIGO以外には存在しなかった。

### 起源天体
重力波は、光度距離で 440+160

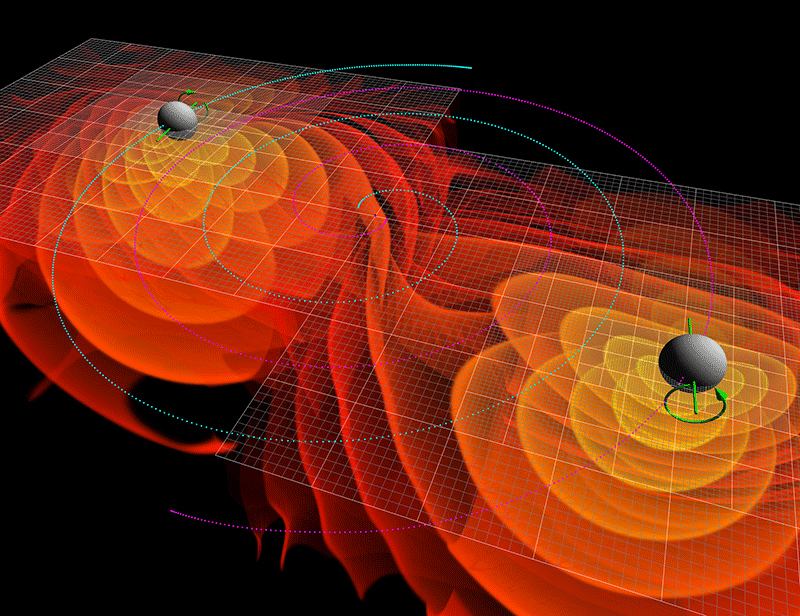
重力波を放出して合体するブラックホールの想像図

−180 メガパーセク:6の距離で発生した。この距離は、重力波信号の振幅をもとに計算されたものであり、14±6億光年、あるいは赤方偏移0.093+0.030
−0.036 (90% 信用区間)に相当する。この距離をもとにすると、重力波は、太陽質量の 35+5
−3倍と30+3
−4倍のふたつのブラックホールが合体し62+4
−3太陽質量のブラックホールが作られたことによって発せられたことがわかった:6。合体前後の合計質量の差（3.0±0.5太陽質量)は、質量とエネルギーの等価関係から、重力波の形態で放射され散逸したことになる。
合体の最後の20ミリ秒の間に重力波の放射強度はピークを迎え、 3.6×1049 ワット（526dBm）となり、観測可能な宇宙に存在するすべての星の放射の合計エネルギーよりも50倍も大きなものとなった。
重力波信号が検出された0.2秒間に、ブラックホールの軌道運動速度は光速の30%から60%へと増大していた。軌道周期は75ヘルツ(重力波の周波数の半分)であり、これは合体直前のふたつのブラックホールの間隔がわずか350キロメートルしかなかったことを示している。重力波信号の偏光フェイズの変化に基づいて天体の軌道周期を計算することができ、また信号の振幅と全体的なパターンから、ふたつの天体の質量と最終的な速度及び軌道の大きさを計算することができる。計算によって求められた数値は、合体した天体がブラックホールでなくてはならないことを示唆していた。もしブラックホールでなく同等の質量を持つ別種の既知の天体であったとしたら、合体前は非常にサイズが大きくなくてはならず、また合体直前にこれほど小さな軌道を回りあうこともできない。これまで観測された中性子星のうちで最も質量が大きなものでも2太陽質量程度であること、中性子星の質量の上限がせいぜい3太陽質量であることを考えると、中性子星のペアではこの合体は説明できない。（ボソン星のような仮説的な天体であれば、同様の重力波信号の発生を説明することはできる）ブラックホールと中性子星からなる連星系の合体はより早い段階で起きることから、合体直前の軌道周波数がここまで大きくなることはない。
極大となったあとの重力波信号の減衰は、合体後にひとつのブラックホールが形成されて状態が落ち着くまでの信号とよく一致していた。 コンパクト連星が合体に至る直前の回転運動はポスト・ニュートン展開によってよく記述されるが、強い重力場での合体段階は大規模な相対論的数値計算によってのみ解くことができる。
改善された理論モデルとデータ解析の結果によれば、合体後の天体は自転するカー・ブラックホールであり、スピンパラメータは0.68+0.05
−0.06、すなわち同質量のブラックホールにおける最大の自転速度の2/3であることが明らかになった。
合体した2個のブラックホールのもとになった星は、ビッグバン後20億年後に誕生し、質量は太陽の40倍から100倍の間だったと想定されている
。

### 天空上での位置
重力波検出器は、全天を観測できる反面、天体の位置を高い解像度で特定する能力を持っていない。天体の位置を特定するには、複数の重力波検出器を組み合わせて三角視差を用いる必要がある。GW150914が発生した時には、LIGOの2か所の観測所のみが稼働していたため、その位置をピンポイントに決めることはできず、ある大きさを持つ円弧上の範囲内に存在することまでしかわからなかった。2か所の観測所への重力波の到達時刻がわずか6.9+0.5
−0.4ミリ秒だけずれていたという観測事実から、南天のマゼラン雲の方向(しかし距離はもっと遠い)、150平方度の範囲(存在確率50%)あるいは610平方度の範囲(存在確率90%):7:fig 4に存在すると推測される。参考までに、オリオン座の大きさが594平方度である。

### ガンマ線観測
フェルミガンマ線宇宙望遠鏡は、搭載するガンマ線バーストモニター(GBM)によって、LIGOでの重力波検出の0.4秒後からエネルギー50keVの弱いガンマ線バーストを検出した。ガンマ線バーストの位置は、LIGOの観測から推測される重力波源の位置と誤差の範囲内で一致した。フェルミチームは、同じ位置に同じタイミングで重力波源とは全く無関係のガンマ線バーストあるいはノイズが現れる確率を0.22%と推定している。しかし、ブラックホール合体でガンマ線バーストが発生することは想定されておらず、別のガンマ線観測衛星インテグラルで観測されたガンマ線・硬X線のエネルギーが重力波放射の100万分の1にも満たなかったことから、重力波源が観測者の方向に向かって強烈な放射が放たれる通常のガンマ線バーストである可能性はほぼ否定された。もしフェルミが観測した信号が実際に天体由来のものであったとしたら、インテグラルでは15シグマのレベルで検出されるはずであった。イタリアのエックス線観測衛星AGILEでも、この重力波源に付随するガンマ線放射はとらえられていない。
2016年6月に独立な研究グループが、ガンマ線突発天体のスペクトルの推定にあたって異なる統計的アプローチを行った検証結果を発表した。それによれば、フェルミのデータはガンマ線バーストの証拠とは言えず、背景のノイズか地球由来のガンマ線であるとしている。しかしこのグループはフェルミのデータを誤った方法で解析しており、当初の結果が覆るものではない、という反論もある。
重力波イベントGW150914のもととなったと考えられるブラックホールどうしの合体では、それぞれのブラックホールがまとうガスの量が十分でないため、ガンマ線バーストは発生しないと考えられている。アメリカの物理学者Avi Leobは、大質量星が高速で自転していた場合、その崩壊時に生み出される遠心力によって星は高速回転する棒状の構造を作り、その後鉄アレイ状にふたつの物体がつながった形状となった後にそれぞれがブラックホールとなり(ブラックホール連星)、ガンマ線バーストが生じるという理論を構築した。Loebは、ガンマ線バーストが星を横切るのにかかる時間は重力波が横切る時間より0.4秒長くかかると見積もっている。

### その他の追跡観測
重力波源の推定位置に対しては、電波や可視光、赤外線、エックス線、ガンマ線などあらゆる波長の電磁波及びニュートリノの追跡観測が行われた。
しかしながら、検出時にはLIGOは正式な科学観測に入る前だったこともあり、他の観測施設への連絡に遅れが生じた。
フランスのニュートリノ検出器ANTARESは、GW150914から±500秒間の範囲ではニュートリノを検出できなかった。南極のアイスキューブ・ニュートリノ観測所では、±500秒の間に3個のニュートリノ候補が検出された。そのうちの1個は南天から、2個は北天から到来していた。しかしこれは、特定の天体由来ではない背景ニュートリノの期待値と同程度であり、いずれも重力波源と90%の信頼区間では一致しないものであった。ニュートリノの有意な検出は無かったが、これによってブラックホール合体におけるニュートリノの放出過程において制限を与える結果が得られた。
アメリカのガンマ線バースト観測衛星ニール・ゲーレルス・スウィフトは、重力波検出の2日後に想定される重力波源の位置にある銀河を観測したが、エックス線・可視光・紫外線のいずれでも新しい天体を検出することはなかった。

### 重力波検出の記者発表
GW150914からの重力波検出を知らせる発表は、2016年2月11日、ワシントンD.C.にてLIGO所長のDavid ReitzeおよびLIGOの関係者であるGabriela González、レイナー・ワイス、キップ・ソーン、米国科学財団理事長のFrance A. Córdovaが同席して行われた。一般向けの発表と時を同じくして、バリー・バリッシュが研究者向けのプレゼンテーションを行った。
重力波の検出を論じた科学論文は、記者会見中に専門誌フィジカル・レビュー・レターズにて出版され、続く論文もほどなく出版 あるいはプレプリントとしてオンライン上に公開された。

### 社会における受け止めと授賞
2016年5月、重力波の初検出に対して基礎物理学ブレイクスルー賞が授賞された。授賞対象者は、ロナルド・ドリーバー、キップ・ソーン、レイナー・ワイスをはじめとするLIGOコラボレーションの全員であった。ドリーバー、ソーン、ワイス、LIGOチームはさらにグルーバー賞を受賞した。ドリーバー、ソーン、ワイスはまた2016年のショウ賞 と2016年カブリ賞天体物理学部門 を受賞した。バリッシュは、イタリア物理学会から2016年エンリコ・フェルミ賞を受けた。2017年1月、LIGOのスポークスパーソンであるGabriela GonzálezとLIGOチームは、2017年ブルーノ・ロッシ賞を受賞した。
2017年のノーベル物理学賞は、レイナー・ワイス、バリー・バリッシュ、キップ・ソーンに与えられた。授賞理由は「LIGO検出器および重力波の観測への決定的な貢献」であった。

## 重力波検出の意義
GW150914の検出は、全く新しい重力波天文学の幕開けとして記念すべきものであった。重力波検出以前は、天文学者は電磁波 (可視光、エックス線、マイクロ波、電波、ガンマ線など)と粒子 (宇宙線、恒星風、ニュートリノなど) を用いて宇宙を観測していたが、このことによる限界も生じていた。すなわち、電磁波や宇宙線を発しない天体現象や天体は多くあり、これらは従来の観測では捉えることができなかったのである。例えばブラックホールは電磁波も宇宙線も放射しないため、重力を介した相互作用によって間接的にその存在を確認することができるにとどまる。

### さらなる連星合体現象検出への期待
2016年6月15日、LIGOはふたつ目の重力波イベントGW151226の検出を発表した。LIGOの感度から見積もると、2016年11月から2017年8月までの観測期間において、GW150914と同様のブラックホール合体現象からの重力波をさらに5回は検出できるだろうと期待されていた（結果的には、7回の検出に成功した）。また、連星合体は毎年40回、現在の理論では予言できないようなまったく新しい現象も数多く検出されると見込まれていた。
LIGOをさらにアップグレードさせる計画があり、これによって信号雑音比は2倍向上し、GW150914のような重力波イベントが検出できる宇宙の体積は一桁増加すると見込まれている。またアップグレードされたVIRGO干渉計やKAGRA、構想中のLIGOインディアなどのネットワークを構築することで、天体位置の特定精度や天体の物理情報の導出精度がさらに向上すると期待されている。
また、宇宙に重力波望遠鏡を打ち上げて感度の大幅な向上を図る構想もある。宇宙重力波望遠鏡 (LISA)では、GW150914と同様なブラックホール合体の場合、合体の1000年前の段階から重力波を検出可能であるとされており、10メガパーセク以内に存在する未知の天体を数多く発見することが期待されている。これに先立って、技術実証ミッションとしてLISA パスファインダーが2015年12月に打ち上げられ、LISAが実現可能であることが確認された。
2020年に完了するアップグレードによって、LIGOは年間1000回のブラックホール合体を検出できると見積もられている。

### 恒星進化と天体物理学への示唆
合体前のふたつのブラックホールの質量は、恒星進化論に関する情報を与えてくれる。GW150914のもとになったふたつのブラックホールはいずれも、エックス線観測によってこれまで発見されていた恒星質量ブラックホールよりも大きな質量を持っていることが明らかになった。これは、恒星進化の最終段階において、恒星風が想定よりも弱いこと、すなわち金属量（水素・ヘリウムよりも重い元素の存在比）が太陽の半分以下であることを示唆している。
合体前のブラックホールが連星系を成していたこと、さらにこの連星系が宇宙年齢のうちに合体するほど近接した軌道を持っていたことは、連星の進化過程や恒星の運動に関しても制限を与える。恒星質量ブラックホールが超新星爆発のあとに残されることを考えると、ふたつのブラックホールが近接した軌道を持つためには、超新星爆発の瞬間にブラックホールがそれほど大きく移動しないことを示唆している。もし爆発の瞬間に大きな加速度を得てしまうと、連星系として存在できず、重力波のもとになったブラックホールの合体が発生しない。
ブラックホール合体による重力波の検出によって、こうした合体現象が1立方Gpc(ギガパーセク)あたり1回以下しか起きないという一部の理論は棄却された。GW150914の検出により、合体現象の頻度はおよそ140 Gpc−3yr−1から 17+39
−13 Gpc−3yr−1と見積もられている。

### 今後の宇宙観測に対する示唆
ブラックホール合体現象にともなって放出された重力波の波形と振幅を測定することで、地球からの距離を正確に測定できる。宇宙論的な距離で発生するブラックホール合体現象の観測を積み重ねていくことで、宇宙膨張モデルの精緻化や宇宙を膨張させる原因とされるダークエネルギーの性質を理解する手掛かりが得られるかもしれない。
宇宙の最も初期の時代、宇宙は非常に高温で物質が電離しており、光子が自由電子によって散乱されていたため、宇宙は不透明だった。しかし、このことは重力波の伝搬には全く影響を与えないため、宇宙初期に十分な強さで重力波が発せられたとすれば、電磁波では観測不可能な時代での現象であってもこれを観測することができる。 このため、重力波天文学は宇宙の最初期を明らかにすることができると期待されている。

### 一般相対性理論の検証
合体後のブラックホールが持つ基本的な性質、すなわち質量とスピンは、ふたつのブラックホールが合体した場合の相対性理論による予言と整合している。これは、非常に強い重力場において初めての相対性理論の検証となった。一般相対性理論による予言に反する現象は、この重力波イベントに関しては見つかっていない。
一般相対性理論から予言されるより複雑な相互作用、例えば重力波と曲がった時空の相互作用などは、今回の重力波信号では十分に検証することができなかった。検出された信号は比較的強いものではあったが、連星パルサーによるものよりは微弱だったのである。今後の重力波検出器の高性能化によってより強い重力波信号が捉えられた場合には、重力波との複雑な相互作用の検証や一般相対性理論からの逸脱に制限をつける研究が行われる。

### 重力波の速度と重力子質量への制限の可能性
重力波の速度(vg)は、一般相対性理論によって光速度(c)と同じであることが予想されている。もし光速度からのずれが存在すれば、それは理論的に存在が指摘されているグラビトン(重力子)の質量に関係する。重力子とは、重力相互作用を伝達する役目を持つ素粒子である。重力が無限の距離にまで到達するとすれば、重力子は質量を持たないことになる。これは、ゲージボゾンの質量が大きいほど、これが伝える力の到達範囲が狭くなることによる。そして、現在の観測では、光子が媒介する電磁力と同じく重力の到達距離は無限である。もし重力子が有限の質量を持つとしたら、重力の伝搬速度は光速よりも小さくなり、また周波数によって速度が異なることから、天体現象に起因する重力波にも分散が生じることになる。しかし、このような分散は検出されていない。今回の重力波観測により、太陽系の観測から求められていた重力子の質量の上限値はさらに小さくなり、2.1×10−58 kgとなった。これは 1.2×10−22 eV/c2に相当し、コンプトン波長 (λg)は1013 km、約1光年よりも大きくなった。観測された重力波の周波数の下限値35 Hzから、vgの下限が少なくとも1-vg /c~ 4×10−19よりも小さいことが導かれる。